# Họ Thài lài
Họ Thài lài hay Họ Rau trai (tên khoa học: Commelinaceae) là một họ thực vật có hoa. Hệ thống APG III năm 2009 (không đổi so với hệ thống APG năm 1998), công nhận họ thực vật này và gắn nó vào bộ Commelinales trong nhánh Thài lài (commelinids) của thực vật một lá mầm.
Họ này đa dạng ở vùng nhiệt đới của cả Cựu thế giới lẫn Tân thế giới, với một số chi có mặt ở cả hai khu. Sự biến thiên về hình thái, đặc biệt ở hoa và cụm hoa, được coi là đặc biệt cao ở thực vật hạt kín. Nhiều loài được trồng làm cảnh.

## Đặc điểm
Các loài trong họ Commelinaceae thường là cây lâu năm, nhưng một lượng nhỏ loài là cây một năm. Về cơ bản chúng là cây sống trên cạn, ngoại trừ các loài của chi Cochliostema là thực vật biểu sinh. Các loài thường có tập tính mọc thẳng hoặc bò trườn nhưng hướng lên, thường lan tỏa bằng cách mọc rễ ở các mấu mắt hay bằng thân bò lan. Trong thân cây hơi nhớt (khi ta bẻ hoặc ngắt cây). Một số loài có thân rễ, còn các chi Streptolirion, Aetheolirion, và một số loài của chi Spatholirion là dạng dây leo. Rễ hoặc là dạng rễ chùm hoặc tạo thành củ.
Lá tạo ra các bao lá ở cuống, bao quanh thân, giống như lá ở các loài hòa thảo, ngoại trừ là các bao lá không khép và không có lưỡi bẹ. Lá mọc so le dọc theo thân và có thể có kiểu sắp xếp 2 tầng hay xoắn. Phiến lá đơn và nguyên mép (nghĩa là không có khía răng cưa hay thùy lá), đôi khi hẹp lại ở phần gốc lá, và thường là mọng nước. Cách thức lá thông thường mở ra từ chồi lá là đặc trưng khác biệt của họ này: nó được gọi là lá cuốn trong, và có nghĩa là các mép lá ở phần gốc lá là cuộn lại khi lần đầu tiên chúng xuất hiện. Tuy nhiên, một số nhóm là cuộn xếp nếp hay quấn (cuốn).

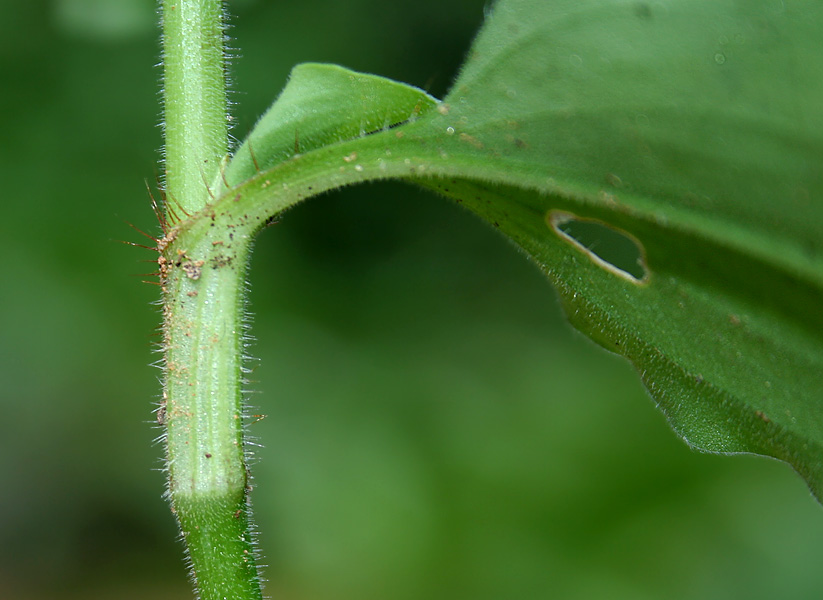
Bao lá khác biệt là phổ biến của tất cả các loài trong họ Commelinaceae

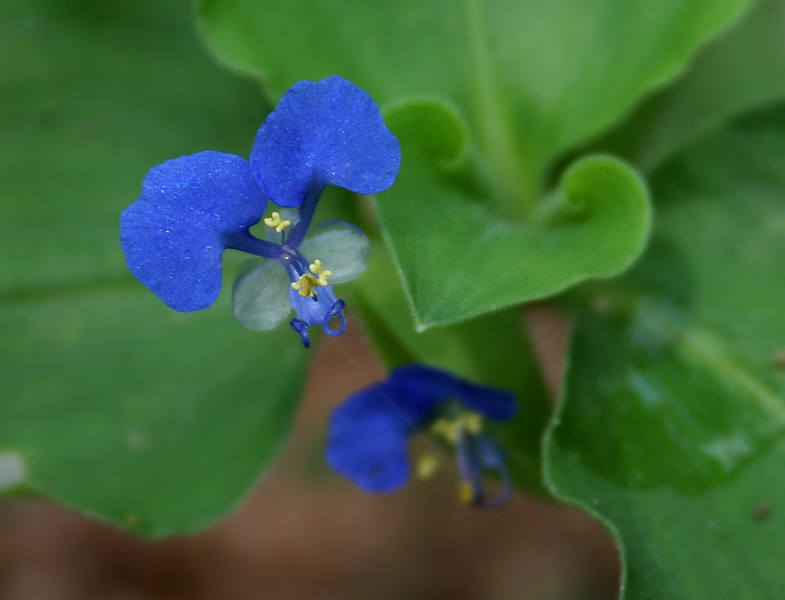
Kiểu mở mép cuốn trong khác biệt của lá phần lớn các loài họ Commelinaceae; cũng lưu ý về các cánh hoa quắp, nhị đa hình, và cánh hoa lưỡng hình ở loài Commelina benghalensis này

Cụm hoa xuất hiện hoặc như là một chồi cành ở trên đỉnh thân cây, hoặc như chồi nách lá mọc ra từ các mấu mắt ở thấp hơn, hoặc hiếm hơn thì như là các chồi nách lá mọc xuyên qua bao lá như ở các chi Coleotrype và Amischotolype. Cụm hoa thuộc kiểu chùm xim (thyrse), và mỗi đơn vị con được hợp thành từ các xim hoa đuôi bọ cạp (cincinnus/scorpioid cyme); về cơ bản có nghĩa là mỗi hoa mọc trên một trục hoa đơn lẻ, các trục hoa đơn lẻ sắp xếp so le tạo thành cụm giống như đuôi bọ cạp mọc dọc theo trục chính của chùy hoa, mặc dù kiểu sắp xếp này có thể bị biến đổi mạnh hoặc tiêu giảm. Cụm hoa và/hoặc các đơn vị con của nó đôi khi được bao bọc trong một lá bắc nhỏ giống như lá, thường gọi là bao mo.
Các hoa có thể có một hoặc nhiều mặt phẳng đối xứng; nghĩa là chúng hoặc là đối xứng hai bên hoặc là đối xứng tỏa tia. Hoa chóng tàn, chỉ tươi trong vài giờ sau khi nở và sau đó nhanh chóng héo rũ. Hoa thường là lưỡng tính hoặc là đơn tính cùng gốc, nhưng một vài loài có cả hoa đực lẫn hoa lưỡng tính trên cùng một cây (đơn tính đực cùng gốc), và một loài Callisia repens có cả hoa cái lẫn hoa lưỡng tính trên cùng một cây (đơn tính cái cùng gốc), và một số loài có cả hoa lưỡng tính, hoa đực lẫn hoa cái trên cùng một cây (tam đơn tính cùng gốc). Các loài trong họ đều không có mật hoa. Hoa luôn luôn có ba lá đài, đều hoặc không đều, không hợp nhất hoặc hợp nhất ở gốc, giống như cánh hoa hoặc có màu xanh lục. Tương tự, hoa luôn có ba cánh hoa, nhưng chúng có thể đều hoặc có hai dạng là tự do hoặc hợp nhất tại gốc, màu trắng hoặc màu sắc khác (tím, vàng v.v.). Các cánh hoa đôi khi quắp, nghĩa là chúng hẹp lại thành cuống ở gốc nơi chúng gắn vào phần còn lại của hoa. Gần như luôn luôn có sáu nhị mọc thành hai vòng, nhưng có vô số kiểu sắp xếp và hình thái. Chúng có thể tất cả đều là nhị hữu sinh (có khả năng sinh sản), đều hoặc không đều, nhưng ở nhiều chi thì 2 tới 4 là nhị lép (nhị vô sinh, nhị không sản sinh ra phấn hoa). Các nhị lép có thể so le với các nhị hữu sinh hoặc chúng có thể tất cả đều ở nửa trên hoặc tất cả đều ở nửa dưới của hoa. Cuống nhị của các nhị có ngạnh ở nhiều chi, mặc dù trong số này chỉ một số loài là có ngạnh còn một số loài khác là không lông. Đôi khi 1 tới 3 nhị bị biến mất hoàn toàn. Phấn hoa thường được giải phóng từ các khe nứt mở ra ở các bên của các bao phấn từ trên xuống dưới, nhưng một số loài có các lỗ mở ra ở trên đỉnh.
Hoa của Commelinaceae thường chỉ cấp phấn hoa như là phần thưởng cho các sinh vật thụ phấn của chúng. Tính dị hình lưỡng tính hoa có thể được kèm theo bằng các biến đổi như của độ dài cuống hoa, độ dài chỉ nhị và/hoặc độ cong, hay số lượng và/hoặc vị trí nhị hoa. Các loài có xu hướng có mùa ra hoa cụ thể, mặc dù các yếu tố môi trường địa phương có ảnh hưởng nhất định tới khoảng thời gian ra hoa, đôi khi là khá đáng kể. Chúng cũng có xu hướng có thời gian nở hoa cụ thể trong ngày, với các khoảng thời gian này được xác định khá rõ, đủ để có thể cô lập các loài khác về mặt sinh sản. Ngoài ra, một số loài cũng thể hiện thời gian nở khác biệt đối với hoa đực và hoa lưỡng tính. Hoa của Commelinaceae có xu hướng lừa gạt các sinh vật thụ phấn bằng cách dường như là cấp nhiều phần thưởng hơn là trên thực tế nó có. Điều này gắn với một loạt cacsthichs nghi khác nhau, như các lông vàng hoặc các mô liên kết bao phấn rộng hơn để giả mạo phấn hoa, hay các nhị lép không có phấn hoa nhưng lại xuất hiện giống như các nhị hữu sinh.

## Các chi
Họ Thài lài được chia thành hai phân họ, 40 chi, và 650-652 loài (theo số liệu tháng 8 năm 2005):
- Commelinoideae: 38 chi và 640 loài:
  - Aetheolirion
  - Amischotolpe
  - Aneilema: Chi Cỏ rươi, khoảng 65 loài
  - Anthericopsis
  - Belosynapsis
    - Belosynapsis kewensis

  - Buforrestia
  - Callisia
  - Cochliostema
  - Coleotrype
  - Commelina (Chi Thài lài): 170 loài Commelina hasskarlii 
  - Cyanotis: 50 loài
    - Cyanotis somalensis, ở Đông Phi

  - Dichorisandra
  - Dictyospermum
  - Elasis
  - Floscopa: Chi Cỏ đầu rìu
  - Geogenanthus

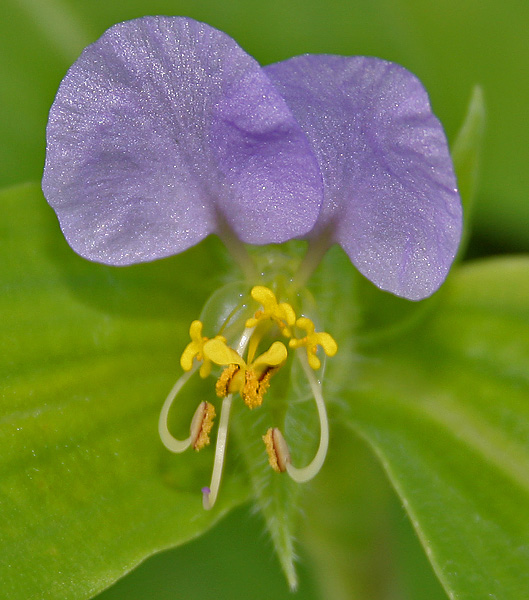
Commelina hasskarlii

  - Gibasis (Gibasis geniculata - Voan cô dâu Tahiti)
  - Gibasoides
  - Matudanthus
  - Murdannia: 50 loài Murdannia nudiflora 
  - Palisota
  - Plowmanianthus
  - Pollia
  - Polyspatha
  - Pseudoparis
  - Rhopalephora
  - Sauvallea
  - Siderasis
  - Spatholirion
  - Stanfieldiella
  - Streptolirion
  - Thyrsanthemum
  - Tinantia

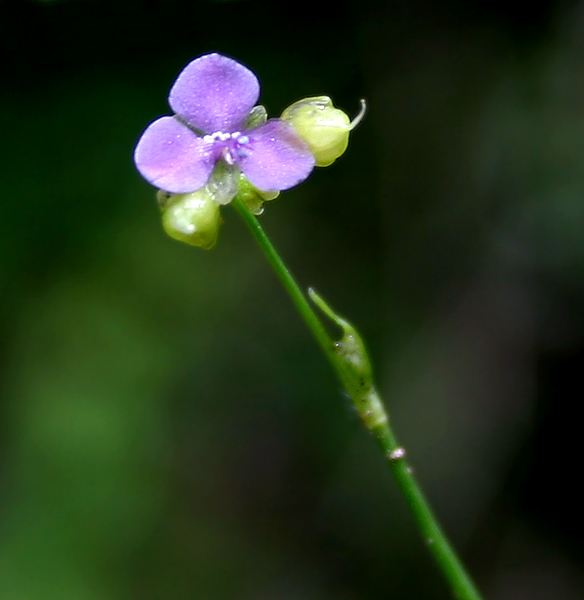
Murdannia nudiflora

  - Tradescantia: 70 loài. Trong đó có các loài trước đây được xếp vào các chi Campelia, Cymbispatha, Mandonia, Neomandonia, Neotreleasea, Rhoeo, Separotheca, Setcreasea, Treleasea và Zebrina.
  - Tricarpelema
  - Tripogandra
  - Weldenia
- Cartonematoideae: 2 chi và 12 loài.
  - Cartonema, ở Australasia.
  - Triceratella, ở Zimbabwe.

## Phát sinh chủng loài
Cây phát sinh chủng loài của họ Commelinaceae trong bộ Commelinales vẽ dưới đây lấy theo APG III.

|  | Commelinaceae |
|  |               |
|  | Hanguanaceae  |
|  |               |

|  | Philydraceae                                                     |
|  |                                                                  |
|  | \| \| Haemodoraceae \| \| \| \| \| \| Pontederiaceae \| \| \| \| |
|  |                                                                  |
|  | Haemodoraceae                                                    |
|  |                                                                  |
|  | Pontederiaceae                                                   |
|  |                                                                  |

|  | Haemodoraceae  |
|  |                |
|  | Pontederiaceae |
|  |                |

|  | Commelinaceae |
|  |               |
|  | Hanguanaceae  |
|  |               |

|  | Philydraceae                                                     |
|  |                                                                  |
|  | \| \| Haemodoraceae \| \| \| \| \| \| Pontederiaceae \| \| \| \| |
|  |                                                                  |
|  | Haemodoraceae                                                    |
|  |                                                                  |
|  | Pontederiaceae                                                   |
|  |                                                                  |

|  | Haemodoraceae  |
|  |                |
|  | Pontederiaceae |
|  |                |

Họ Commelinaceae là một nhóm đơn ngành được hỗ trợ tốt trong phân tích của Burns. et al. (2011). Dưới đây là biểu đồ phát sinh chủng loài của phần lớn các chi trong họ Commelinaceae dựa theo trình tự DNA từ gen lạp thể rbcL. Tất cả các nhánh chỉ ra trong biểu đồ đều có độ hỗ trợ tự khởi động từ 80% trở lên.
|  | Weldenia      |
|  |               |
|  | Thyrsanthemum |
|  |               |

|  | Elasis                 |
|  |                        |
|  | Tradescantia + Gibasis |
|  |                        |
|  | Callisia + Tripogandra |
|  |                        |

|  | Amischotolype |
|  |               |
|  | Coleotrype    |
|  |               |

|  | Cyanotis     |
|  |              |
|  | Belosynapsis |
|  |              |

|  | Amischotolype |
|  |               |
|  | Coleotrype    |
|  |               |

|  | Cyanotis     |
|  |              |
|  | Belosynapsis |
|  |              |

|  | Dichorisandra |
|  |               |
|  | Siderasis     |
|  |               |

|  | Weldenia      |
|  |               |
|  | Thyrsanthemum |
|  |               |

|  | Elasis                 |
|  |                        |
|  | Tradescantia + Gibasis |
|  |                        |
|  | Callisia + Tripogandra |
|  |                        |

|  | Amischotolype |
|  |               |
|  | Coleotrype    |
|  |               |

|  | Cyanotis     |
|  |              |
|  | Belosynapsis |
|  |              |

|  | Amischotolype |
|  |               |
|  | Coleotrype    |
|  |               |

|  | Cyanotis     |
|  |              |
|  | Belosynapsis |
|  |              |

|  | Dichorisandra |
|  |               |
|  | Siderasis     |
|  |               |

|  | Commelina               |
|  |                         |
|  | Pollia                  |
|  |                         |
|  | Polyspatha              |
|  |                         |
|  | Aneilema + Rhopalephora |
|  |                         |

|  | Floscopa       |
|  |                |
|  | Stanfieldiella |
|  |                |

|  | Murdannia     |
|  |               |
|  | Anthericopsis |
|  |               |

|  | Commelina               |
|  |                         |
|  | Pollia                  |
|  |                         |
|  | Polyspatha              |
|  |                         |
|  | Aneilema + Rhopalephora |
|  |                         |

|  | Floscopa       |
|  |                |
|  | Stanfieldiella |
|  |                |

|  | Murdannia     |
|  |               |
|  | Anthericopsis |
|  |               |

|  | Weldenia      |
|  |               |
|  | Thyrsanthemum |
|  |               |

|  | Elasis                 |
|  |                        |
|  | Tradescantia + Gibasis |
|  |                        |
|  | Callisia + Tripogandra |
|  |                        |

|  | Amischotolype |
|  |               |
|  | Coleotrype    |
|  |               |

|  | Cyanotis     |
|  |              |
|  | Belosynapsis |
|  |              |

|  | Amischotolype |
|  |               |
|  | Coleotrype    |
|  |               |

|  | Cyanotis     |
|  |              |
|  | Belosynapsis |
|  |              |

|  | Dichorisandra |
|  |               |
|  | Siderasis     |
|  |               |

|  | Weldenia      |
|  |               |
|  | Thyrsanthemum |
|  |               |

|  | Elasis                 |
|  |                        |
|  | Tradescantia + Gibasis |
|  |                        |
|  | Callisia + Tripogandra |
|  |                        |

|  | Amischotolype |
|  |               |
|  | Coleotrype    |
|  |               |

|  | Cyanotis     |
|  |              |
|  | Belosynapsis |
|  |              |

|  | Amischotolype |
|  |               |
|  | Coleotrype    |
|  |               |

|  | Cyanotis     |
|  |              |
|  | Belosynapsis |
|  |              |

|  | Dichorisandra |
|  |               |
|  | Siderasis     |
|  |               |

|  | Commelina               |
|  |                         |
|  | Pollia                  |
|  |                         |
|  | Polyspatha              |
|  |                         |
|  | Aneilema + Rhopalephora |
|  |                         |

|  | Floscopa       |
|  |                |
|  | Stanfieldiella |
|  |                |

|  | Murdannia     |
|  |               |
|  | Anthericopsis |
|  |               |

|  | Commelina               |
|  |                         |
|  | Pollia                  |
|  |                         |
|  | Polyspatha              |
|  |                         |
|  | Aneilema + Rhopalephora |
|  |                         |

|  | Floscopa       |
|  |                |
|  | Stanfieldiella |
|  |                |

|  | Murdannia     |
|  |               |
|  | Anthericopsis |
|  |               |

|  | Weldenia      |
|  |               |
|  | Thyrsanthemum |
|  |               |

|  | Elasis                 |
|  |                        |
|  | Tradescantia + Gibasis |
|  |                        |
|  | Callisia + Tripogandra |
|  |                        |

|  | Amischotolype |
|  |               |
|  | Coleotrype    |
|  |               |

|  | Cyanotis     |
|  |              |
|  | Belosynapsis |
|  |              |

|  | Amischotolype |
|  |               |
|  | Coleotrype    |
|  |               |

|  | Cyanotis     |
|  |              |
|  | Belosynapsis |
|  |              |

|  | Dichorisandra |
|  |               |
|  | Siderasis     |
|  |               |

|  | Weldenia      |
|  |               |
|  | Thyrsanthemum |
|  |               |

|  | Elasis                 |
|  |                        |
|  | Tradescantia + Gibasis |
|  |                        |
|  | Callisia + Tripogandra |
|  |                        |

|  | Amischotolype |
|  |               |
|  | Coleotrype    |
|  |               |

|  | Cyanotis     |
|  |              |
|  | Belosynapsis |
|  |              |

|  | Amischotolype |
|  |               |
|  | Coleotrype    |
|  |               |

|  | Cyanotis     |
|  |              |
|  | Belosynapsis |
|  |              |

|  | Dichorisandra |
|  |               |
|  | Siderasis     |
|  |               |

|  | Commelina               |
|  |                         |
|  | Pollia                  |
|  |                         |
|  | Polyspatha              |
|  |                         |
|  | Aneilema + Rhopalephora |
|  |                         |

|  | Floscopa       |
|  |                |
|  | Stanfieldiella |
|  |                |

|  | Murdannia     |
|  |               |
|  | Anthericopsis |
|  |               |

|  | Commelina               |
|  |                         |
|  | Pollia                  |
|  |                         |
|  | Polyspatha              |
|  |                         |
|  | Aneilema + Rhopalephora |
|  |                         |

|  | Floscopa       |
|  |                |
|  | Stanfieldiella |
|  |                |

|  | Murdannia     |
|  |               |
|  | Anthericopsis |
|  |               |

|  | Weldenia      |
|  |               |
|  | Thyrsanthemum |
|  |               |

|  | Elasis                 |
|  |                        |
|  | Tradescantia + Gibasis |
|  |                        |
|  | Callisia + Tripogandra |
|  |                        |

|  | Amischotolype |
|  |               |
|  | Coleotrype    |
|  |               |

|  | Cyanotis     |
|  |              |
|  | Belosynapsis |
|  |              |

|  | Amischotolype |
|  |               |
|  | Coleotrype    |
|  |               |

|  | Cyanotis     |
|  |              |
|  | Belosynapsis |
|  |              |

|  | Dichorisandra |
|  |               |
|  | Siderasis     |
|  |               |

|  | Weldenia      |
|  |               |
|  | Thyrsanthemum |
|  |               |

|  | Elasis                 |
|  |                        |
|  | Tradescantia + Gibasis |
|  |                        |
|  | Callisia + Tripogandra |
|  |                        |

|  | Amischotolype |
|  |               |
|  | Coleotrype    |
|  |               |

|  | Cyanotis     |
|  |              |
|  | Belosynapsis |
|  |              |

|  | Amischotolype |
|  |               |
|  | Coleotrype    |
|  |               |

|  | Cyanotis     |
|  |              |
|  | Belosynapsis |
|  |              |

|  | Dichorisandra |
|  |               |
|  | Siderasis     |
|  |               |

|  | Commelina               |
|  |                         |
|  | Pollia                  |
|  |                         |
|  | Polyspatha              |
|  |                         |
|  | Aneilema + Rhopalephora |
|  |                         |

|  | Floscopa       |
|  |                |
|  | Stanfieldiella |
|  |                |

|  | Murdannia     |
|  |               |
|  | Anthericopsis |
|  |               |

|  | Commelina               |
|  |                         |
|  | Pollia                  |
|  |                         |
|  | Polyspatha              |
|  |                         |
|  | Aneilema + Rhopalephora |
|  |                         |

|  | Floscopa       |
|  |                |
|  | Stanfieldiella |
|  |                |

|  | Murdannia     |
|  |               |
|  | Anthericopsis |
|  |               |

## Hình ảnh

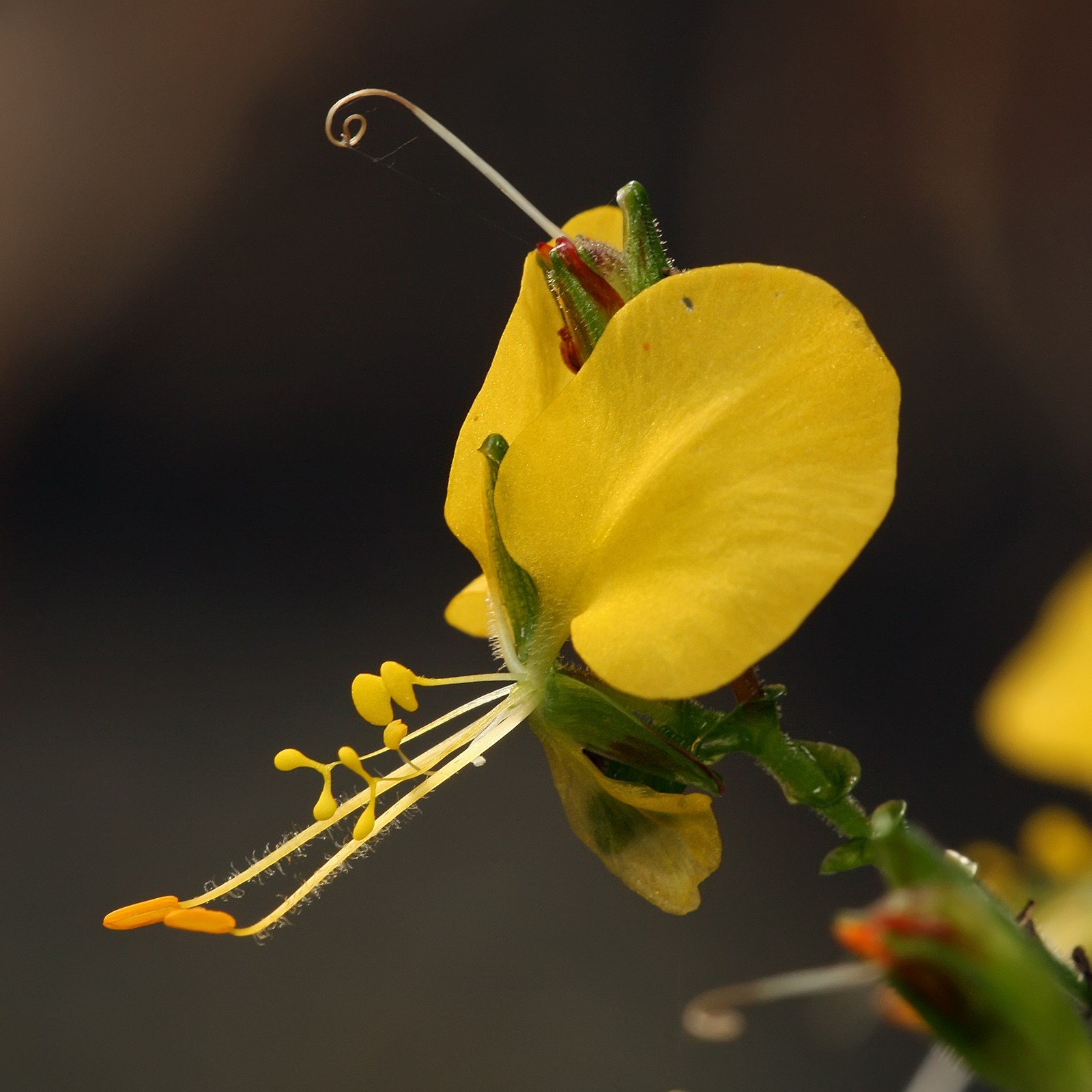
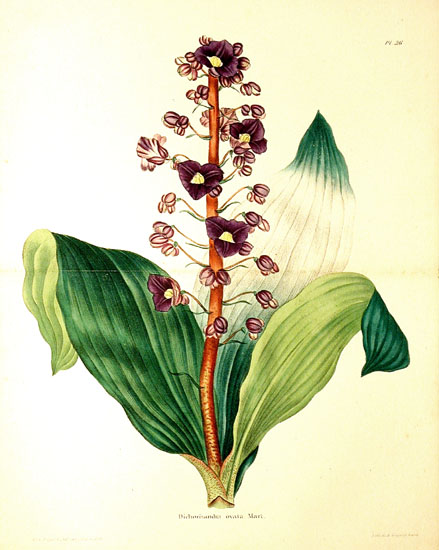
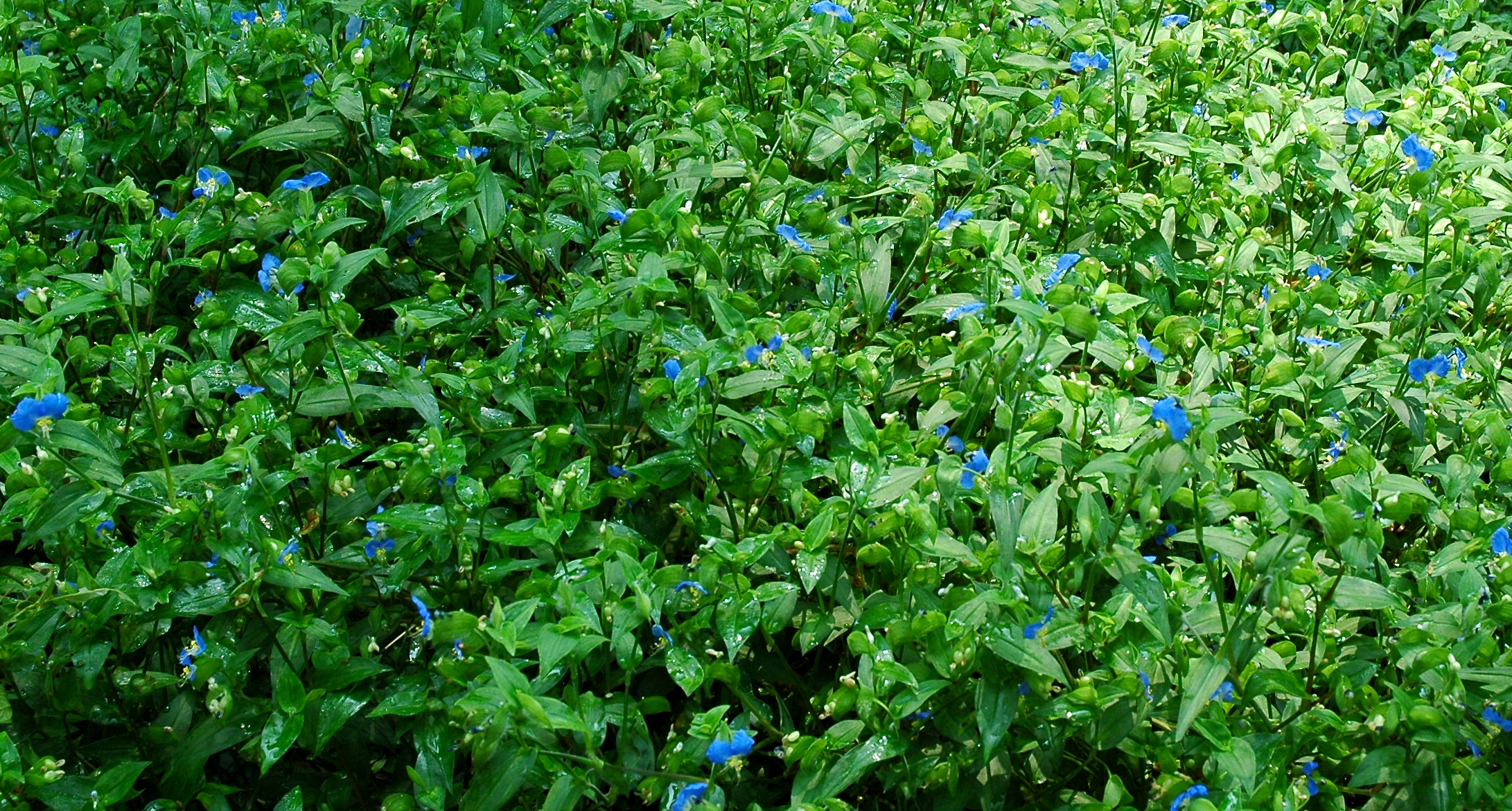
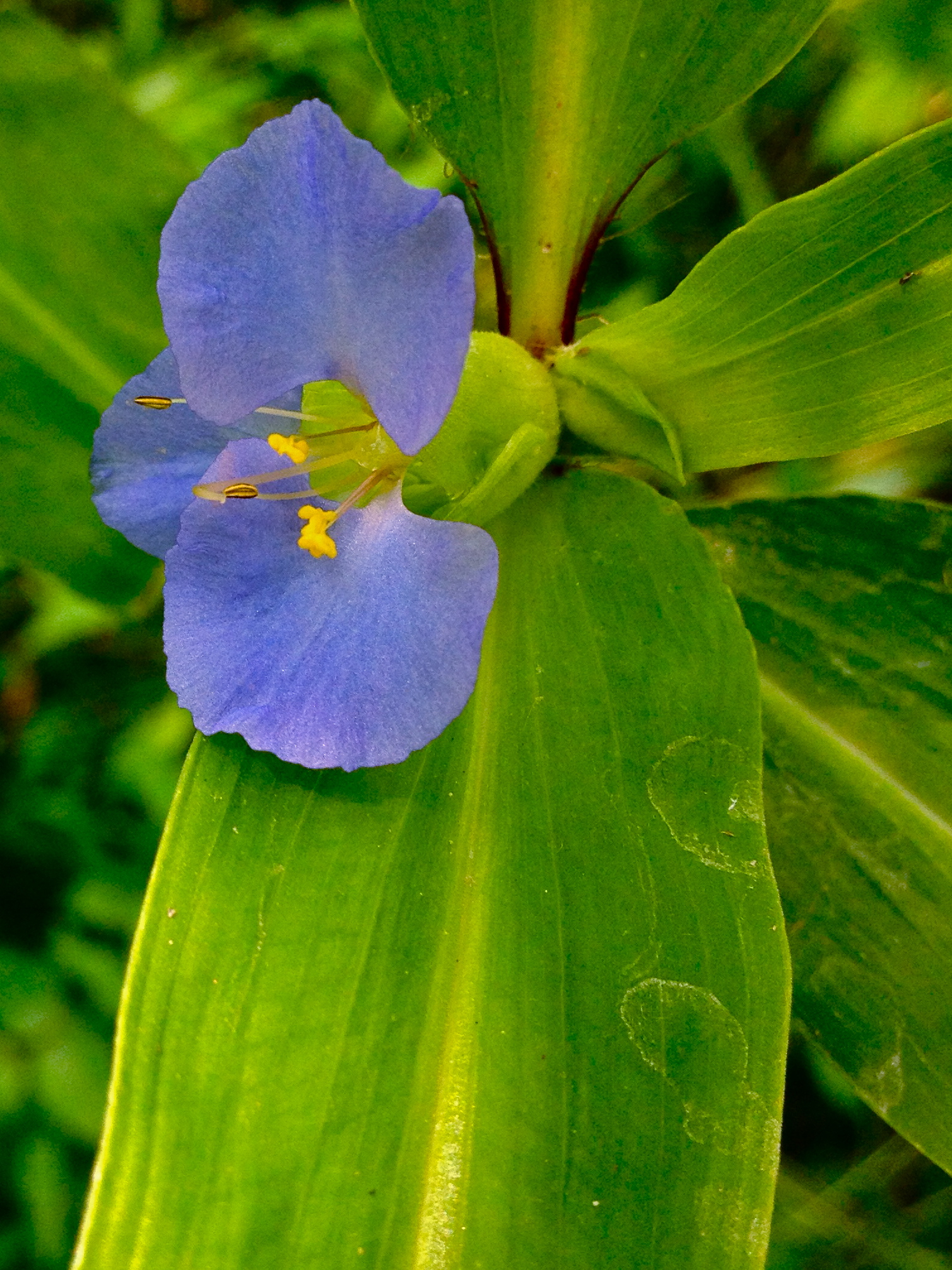